# Stigmacros

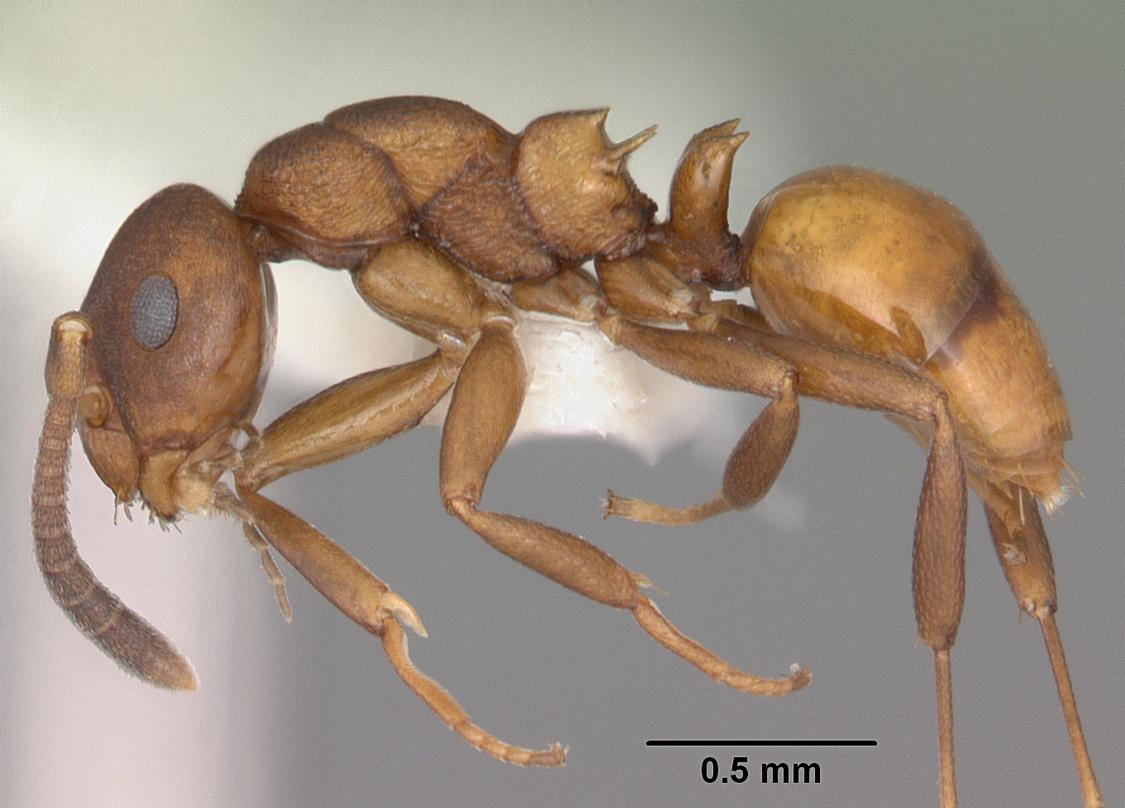
Stigmacros punctatissima

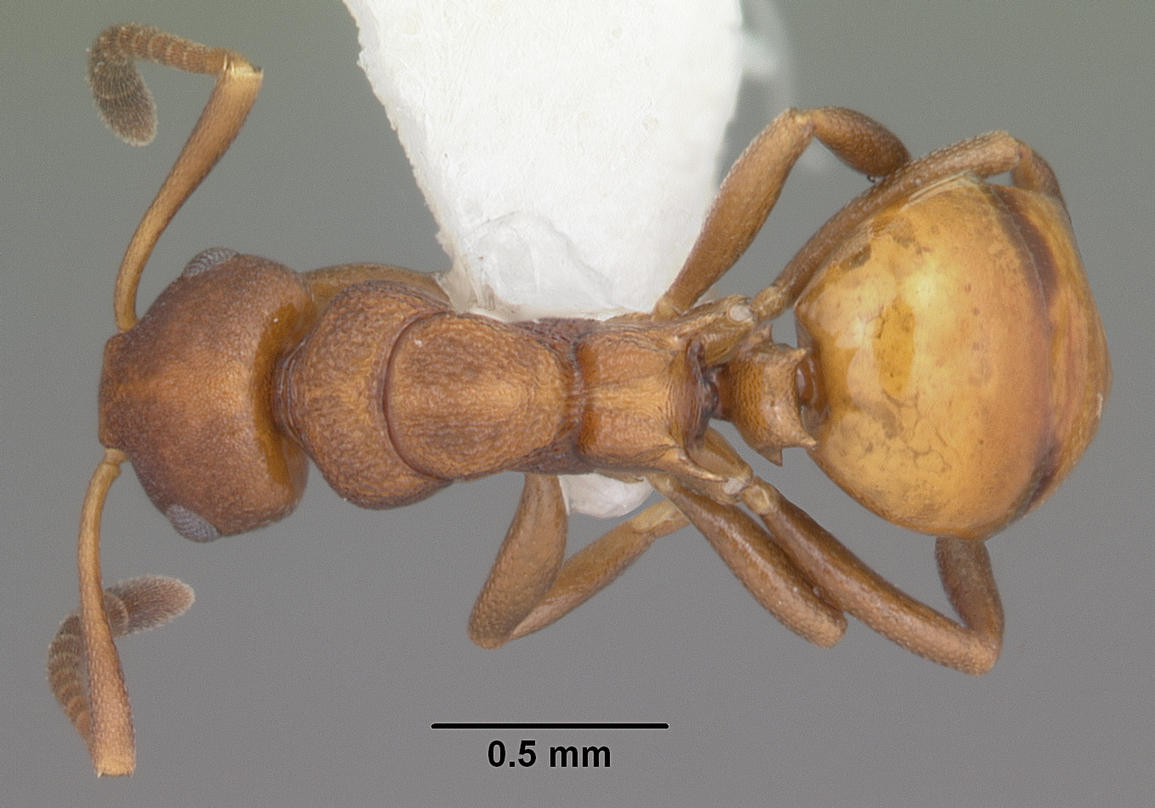
Stigmacros punctatissima

Stigmacros (лат.) — род муравьёв подсемейства формицины (Formicinae, Lasiini). Австралия. Около 50 видов
.

## Описание
Мелкие земляные муравьи (длина рабочих 2-4 мм) коричневого цвета. Заднегрудка с выступающим проподеумом и проподеальными зубцами. Усики самок и рабочих 11-члениковые (у самцов антенны состоят из 12 сегментов). Жвалы рабочих с 4-5 зубцами. Нижнечелюстные щупики 6-члениковые, нижнегубные щупики состоят из 4 сегментов. Голени средних и задних ног с одной апикальной шпорой.
Стебелёк между грудкой и брюшком состоит из одного сегмента (петиоль)
.
- Stigmacros aciculata McAreavey, 1957
- Stigmacros acuta McAreavey, 1957
- Stigmacros aemula (Forel, 1907)
- Stigmacros anthracina (McAreavey, 1957)
- Stigmacros armstrongi McAreavey, 1957
- Stigmacros australis (Forel, 1902)
- Stigmacros barretti  Santschi, 1928
- Stigmacros bosii  (Forel, 1902)
- Stigmacros brachytera  McAreavey, 1957
- Stigmacros brevispina  McAreavey, 1957
- Stigmacros brooksi  McAreavey, 1957
- Stigmacros castanea  McAreavey, 1957
- Stigmacros clarki  McAreavey, 1957
- Stigmacros clivispina (Forel, 1902)
- Stigmacros debilis  Bolton, 1995
- Stigmacros elegans  McAreavey, 1949
- Stigmacros epinotalis  McAreavey, 1957
- Stigmacros extreminigra  McAreavey, 1957
- Stigmacros ferruginea  McAreavey, 1957
- Stigmacros flava  McAreavey, 1957
- Stigmacros flavinodis  Clark, 1938
- Stigmacros fossulata  (Viehmeyer, 1925)
- Stigmacros froggatti  (Forel, 1902)
- Stigmacros glauerti  McAreavey, 1957
- Stigmacros hirsuta McAreavey, 1957
- Stigmacros impressa McAreavey, 1957
- Stigmacros inermis  McAreavey, 1957
- Stigmacros intacta  (Viehmeyer, 1925)
- Stigmacros lanaris  McAreavey, 1957
- Stigmacros major  McAreavey, 1957
- Stigmacros marginata  McAreavey, 1957
- Stigmacros medioreticulata (Viehmeyer, 1925)
- Stigmacros minor  McAreavey, 1957
- Stigmacros nitida  McAreavey, 1957
- Stigmacros occidentalis  (Crawley, 1922)
- Stigmacros pilosella  (Viehmeyer, 1925)
- Stigmacros proxima  McAreavey, 1957
- Stigmacros punctatissima  McAreavey, 1957
- Stigmacros pusilla  McAreavey, 1957
- Stigmacros rectangularis  McAreavey, 1957
- Stigmacros reticulata  Clark, 1930
- Stigmacros rufa  McAreavey, 1957
- Stigmacros sordida  McAreavey, 1957
- Stigmacros spinosa  McAreavey, 1957
- Stigmacros stanleyi  McAreavey, 1957
- Stigmacros striata  McAreavey, 1957
- Stigmacros termitoxena  Wheeler, 1936
- Stigmacros wilsoni  McAreavey, 1957